# Arnaud Deslandes
Pour les articles homonymes, voir Deslandes.
Arnaud Deslandes, né le 22 octobre 1982 à Charleville-Mézières (Ardennes) est un homme politique français.
Membre du Parti socialiste, il est maire de Lille depuis le 21 mars 2025, succédant à Martine Aubry qui démissionne après vingt-quatre ans à la tête de la ville. Avant cette transition, il occupe le poste de premier adjoint au maire de Lille à partir du 13 octobre 2023.

## Biographie

### Jeunesse et formation
Arnaud Deslandes naît le 22 octobre 1982 à Charleville-Mézières, dans les Ardennes. Il est le fils d'une professeure et d'un avocat, sympathisants socialistes,. Il grandit dans le nord de la France et s’installe à Lille pour poursuivre ses études. 
Diplômé de Sciences Po Lille (2007), il se spécialise dans les politiques publiques et la gestion territoriale, ce qui le conduit à s’engager dans la vie politique locale.

### Parcours politique
Arnaud Deslandes rejoint le Mouvement des Jeunes socialistes en 2002, puis le Parti socialiste.
En 2005, il devient stagiaire au cabinet de la maire de Lille, Martine Aubry. Entre 2006 et 2013, il est collaborateur de cabinet puis, entre 2013 et 2020, directeur de cabinet,. En 2020, il est nommé deuxième adjoint, chargé de la solidarité et de la cohésion des territoires, à la suite des élections municipales, où il figure sur la liste de Martine Aubry.
Il a été directeur régional pour les Hauts-de-France de l’association Agir pour l’école.
Chargé des solidarités et de la cohésion des territoires, il se distingue par son engagement dans les politiques sociales, notamment avec l’ouverture de la Maison des Solidarités en 2024.
En 2023, il est nommé premier adjoint à la maire de Lille.
Le 24 avril 2025, il est élu vice-président de la Métropole européenne de Lille en charge du Rayonnement international et de la Coopération transfrontalière.

### Succession de Martine Aubry à la mairie de Lille
En mars 2025, Martine Aubry annonce sa démission après plus de vingt ans à la tête de la mairie de Lille. Arnaud Deslandes est alors désigné comme son successeur potentiel par la majorité municipale socialiste. Le conseil municipal l'élit maire le 21 mars 2025.
Il annonce sa candidature aux municipales de 2026 le 17 juin 2025.